# Renaștere (Star Trek: Voyager)
„Renaștere” (titlu original: „Mortal Coil”) este al 12-lea episod din al patrulea sezon al serialului TV american științifico-fantastic Star Trek: Voyager și al 80-lea în total. A avut premiera la 17 decembrie 1997 pe canalul UPN.
Regizat de Allan Kroeker, a fost scris de Bryan Fuller și produs de Kenneth Biller și Joe Menosky.

## Prezentare
Neelix moare în încercarea de a colecta mostre de proto-materie dintr-o nebuloasă. Seven of Nine crede că îl poate readuce la viață folosind nanosonde Borg, dar lui Neelix îi este greu să se adapteze la noua situație, mai ales datorită faptului că nu a avut nicio experiență a vieții de apoi.

## Actori ocazionali
- Nancy Hower - Samantha Wildman
- Brooke Stephens - Naomi Wildman
- Robin Stapler - Alixia